# Wrangeløen
Wrangeløen (russisk: Остров Врангеля, tr. Ostrov Vrangelja) er en ø i Ishavet mellem Tjuktjerhavet og Østsibiriske hav ud for det sibiriske fastlands nordøstlige kyst i Tjukotkas autonome okrug i Rusland. 180°-meridianen går tværs over øen. Datolinjen er forskudt mod øst for at undgå at krydse Wrangeløen og Tjuktjerhalvøen på fastlandet. Øen er 7.300 km² stor og 125 km lang på det bredeste. Højeste punkt hedder Sovjetskaja-bjerget, 1.096 m.o.h.. På grund af det rige dyreliv og et endemisk plantesamfund blev øen optaget på UNESCOs liste over verdens kultur- og naturarvsteder år 2000.
Øen har to eskimo-bosætninger, Usjakovskoje og Starry, og en meteorologisk station, alle placeret på sydkysten.
Under sidste istid levede en mammutart på øen, som var mindre end den almindeligste. Det er bevist at disse overlevede så sent som 1700 f.Kr., 6000 år senere end nogen anden kendt mammutpopulation. Dette sammenfalder i tid med sporene efter den tidligste bosætning, men der er ikke bevist jagt på mammut.
Under Sovjet-tiden blev øen til dels benyttet som gulag.
Øen er opkaldt efter Ferdinand von Wrangel, som ledte efter den i 1820'erne efter at han havde fået høre om dem fra tjukterne. Han fandt den ikke, men blev alligevel krediteret af den amerikanske hvalfangstkaptajn Thomas Long som gav navnet i 1867.
Den første moderne landstigning skete 12. august 1881 af en amerikansk ekspedition, som erklærede USA's overherredømme. Naturhistorikeren John Muir som var deltager i ekspeditionen, udgav den første naturbeskrivelse.
Første russiske landstigning fulgte i 1911, og i 1914 strandede de overlevende efter en canadisk arktisk ekspedition under ledelse af Vilhjálmur Stefánsson der, med et ufrivillig ophold på ni måneder. Stefansson ledede en ny ekspedition i 1921, og efterlod fem nybyggere i et forsøg på at forberede canadisk overhøjhed. Den sidste overlevende af nybyggerne, inuitten Ada Blackjack, blev reddet to år senere, og blev erstattet af en gruppe på tretten nybyggere. Sovjetiske myndigheder fjernede amerikanerne i 1924, og oprettede den nuværende bosætning med 55 indbyggere. Nuværende befolkning er antaget omkring 100 mennesker.
Wrangeløen er præget af permafrost. Dyrelivet består af isbjørne, moskusokser, rensdyr, hvalrosser, sæler og lemminger. Om sommeren udgør Wrangeløen et vigtigt yngleområde for mange fuglearter.